# Detektor kovů

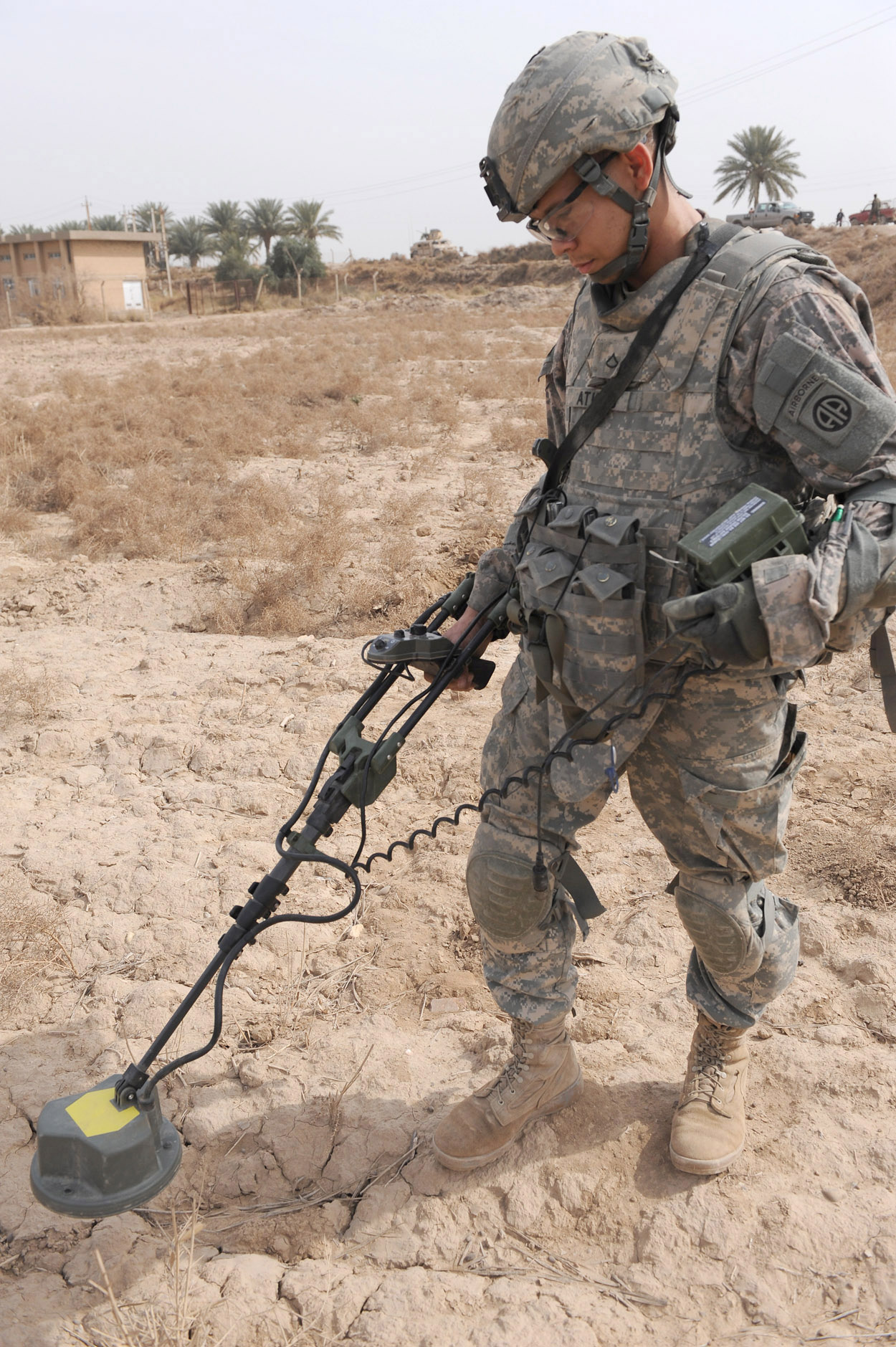
Detektor kovů používaný k vyhledávání min (minohledačka)

Detektor kovů je zařízení, které reaguje na kov. Funguje na principu změny magnetického pole v dosahu akčního rádia „antény“ zařízení. Nejjednodušší detektor kovů se skládá z oscilátoru a cívky vyzařující střídavé magnetické pole. Nachází-li kus elektricky vodivého kovu v blízkosti cívky, indukují se do něj vířivé proudy, a to vytváří střídavé magnetické pole. Cívka se používá k měření magnetického pole (jako magnetometr), malými změnami v magnetickém poli pak může být detekován kovový předmět.

## Historie a typy zařízení
V létě 1881, po spáchání atentátu na prezidenta Jamese A. Garfielda (2. července 1881) vyvíjeli v tzv. Voltově laboratoři vhodné detekční zařízení Alexander Graham Bell, Charles Sumner Tainter a jejich kolegové. Závodili s časem, aby prezidenta zachránili, aby kulku lokalizovali a mohlo se přistoupit k operaci. Po předchozím odmítnutí byli Bell s Tainterem přizváni do Bílého domu, aby se pokusili kulku v prezidentově těle najít. Přestože detektor kovu při ověřovacích pokusech na těle zvířat a na veteránech občanské války, kteří měli v těle kulku, fungoval správně, v prezidentově těle se kulku najít nepodařilo. Jednak prezident ležel na lůžku s kovovou drátěnkou a lékař Willard Bliss, prezidentův přítel, s ním odmítl hýbat, jednak nutil Bella hledat kulku na opačné straně těla.
První průmyslové detektory kovů byly vyvinuty v roce 1960[zdroj?] a byl používány pro těžbu a další průmyslové aplikace. Mezi další použití patří odminovávání (detekce pozemních min), odhalování zbraní, jako nože a pistole (zejména v letištní bezpečnosti), geofyzikální průzkum, archeologie a k hledání pokladů. Detektory kovů jsou také použity k detekci cizích těles potravinách a ve stavebnictví pro detekci ocelové výztuže do betonu, jako např. trubek a drátů uložených ve stěnách a v podlahách.

## Použití

### Vojenské užití
Nejjednodušší typy dokážou detekovat feromagnetické kovy a reagují změnou výšky tónu, který reprodukují. Před prvním použitím takových detektorů je nutné nastavit u nich tzv. „nulový zázněj“, který označuje pole bez kovových předmětů a umožňuje uživateli pracovat s přístrojem delší dobu. Tato zařízení spoléhají na schopnost uživatele rozlišit i sebemenší změnu tónu. Složitější zařízení dokážou feromagnetický kov nejen nalézt, ale též vyhodnotit jeho velikost, umístění. Moderní přístroje jsou též citlivější a dokážou kov nalézt ve větší hloubce v terénu či s větší přesností. Mezi starší, v armádě dodnes využívané minohledačky patří W3P a W4P, minohledačky polské výroby, mezi novější například minohledačka Eagle-Spectrum.
Existují i miny, jejichž spouštěčem je právě minohledačka – tedy detonují při změně magnetického pole ve svém okolí. Většina min byla a je vyráběna z nemagnetických materiálů (bakelit, sklo, pryskyřicí pojený recyklát apod.), aby byla jejich detekovatelnost pomocí těchto zařízení co nejobtížnější, popřípadě nemožná. Díky Ottawské dohodě by však měli výrobci min každou minu vybavit minimálním množstvím odpovídajícím 7 g feromagnetického kovu, a to z důvodu ulehčení pozdějšího odminování.

### Archeologie
Detektory kovů jsou zejména užívány v archeologii. Jako první použil detektor historik Don Rickey v roce 1958,[zdroj?] když se mu podařilo detekovat palební linii v bitvě u Little Bighornu.
Hlavním cílem není shromažďování předmětů, ale jejich hledání a dokumentování. Detektory se používají pro ověření vyhledávání souvislostí nebo preventivní vyhledávání.
Detektory používají hledači pokladů, a jejich hledání je v rozporu se zachováním dědictví a dá se považovat za tajné vykopávky. Výsledkem je to, že zmizí mnoho archeologických objektů (např. mince). Tato ztráta informací se nedá nahradit.
Francie

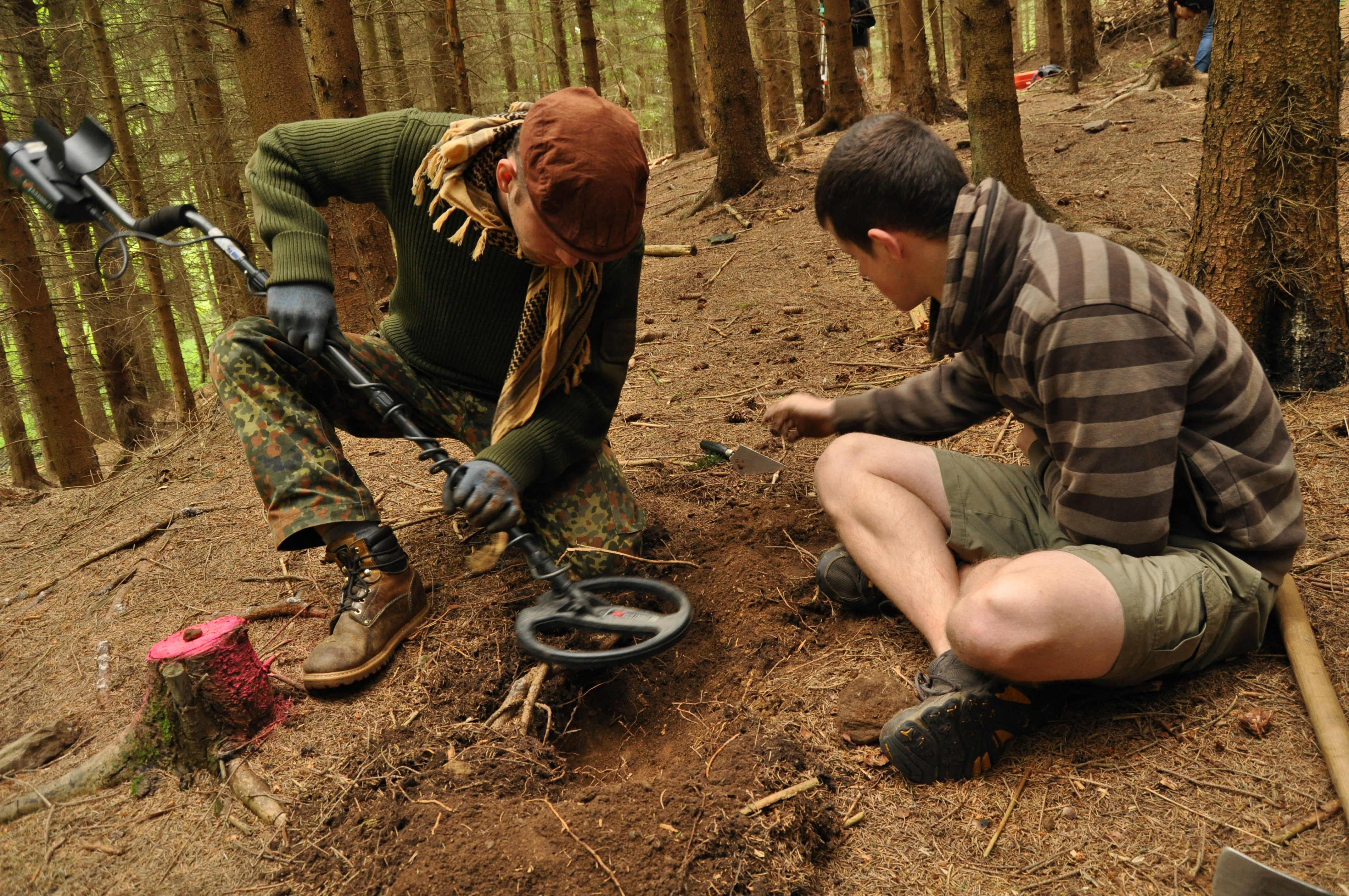
Použití detektoru při výzkumu v archeologii

Prodej detektorů je zde povolen, avšak francouzský zákon, říká, že nikdo nesmí bez předběžného souhlasu používat zařízení umožňující detekci kovů k vyhledávání předmětů, které mohou být zajímavé prehistorii, historii, umění či pro archeologii.
USA
V USA je prodej detektorů povolen. Mohou se používat na veřejném místě a na soukromém pozemku s povolením majitele. Ve Spojených státech archeologové, kteří hledali vesnice domorodých obyvatel, spolupracovali s lovci pokladů a to úspěšně.
Velká Británie
Anglie a Wales
V Anglii a ve Walesu je hledání s detektory legální, pokud vlastník pozemku vydal povolení a oblast nepatří do archeologického zájmu. Roku 1996 zákon o pokladech stanovil, co se považuje za poklad. Nález musí být oznámen koronerovi.
Skotsko
Nedá-li se zjistit původní vlastník, hodnota se připisuje zemi. Každý nalezený artefakt musí být nahlášen prostřednictvím Treasure Trove Advisory Panel Národnímu museu Skotska. Neohlášení se považuje za trestný čin.
Česká republika
V České republice smí provádět archeologický průzkum pouze Archeologický ústav AV ČR nebo oprávněné organizace. Kdokoliv, kdo nalezne archeologický nález, musí jej nejdřív ohlásit Archeologickému ústavu nebo nejbližšímu muzeu. Nález a jeho okolí se musí nechat nedotčené a bez jakýkoliv změn až do příchodu odborníka.